# Merrill (cráter)

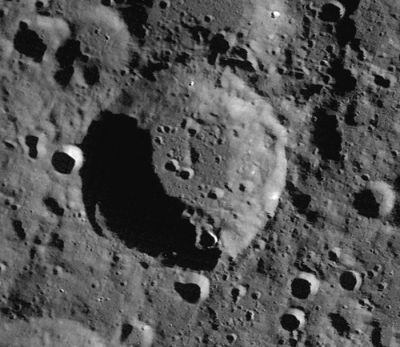
Fotografía de la misión LRO.

Merrill es un cráter de impacto lunar. Se encuentra en una elevada latitud norte, en la cara oculta de la Luna. A menos de un diámetro al sursudoeste de Merrill se halla es el cráter Niepce de similar tamaño, y al este, sobre la extremidad norte aparece Brianchon, más grande.
|  |

El borde exterior de Merrill está desgastado y muestra un perfil redondeado, pero solamente algunos impactos se localizan en el brocal y en su interior. Las paredes internas forman pendientes irregulares hasta el suelo interior relativamente plano. Esta superficie está marcada por varios pequeños cráteres, incluyendo una pareja de impactos cercana al punto medio. Los cráteres satélite Merrill X y Merrill Y forman una composición fusionada de doble lóbulo que se une al borde exterior norte de Merrill.

## Cráteres satélite
Por convención estos elementos se identifican en los mapas lunares colocando la letra en el lado del punto medio del cráter que está más cercano a Merrill.
|         | \| Merrill \| Coordenadas \| Diámetro \| \| ------- \| ------------------------------- \| -------- \| \| X \| 77°00′N 119°12′O / 77.0, -119.2 \| 34 km \| \| Y \| 76°48′N 115°24′O / 76.8, -115.4 \| 35 km \| |          |
| Merrill | Coordenadas | Diámetro |
| X       | 77°00′N 119°12′O / 77.0, -119.2 | 34 km    |
| Y       | 76°48′N 115°24′O / 76.8, -115.4 | 35 km    |